# 達德學校

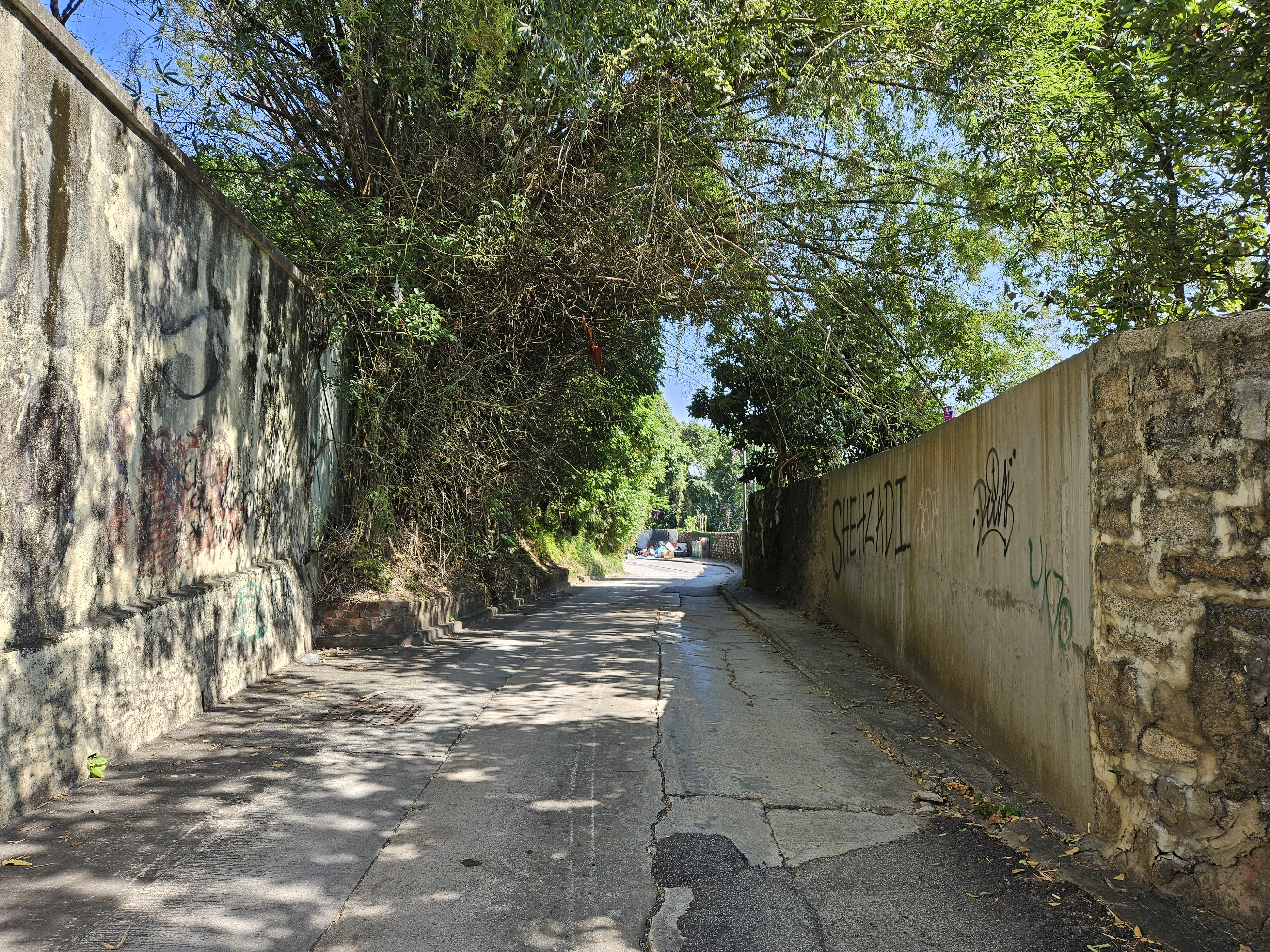
達德學校外的一段屏山南北路

屏山公立達德學校（簡稱達德學校）為香港新界元朗區屏山一所已經停辦的小學，於1931創立。1939年，遷校到屏山南北路新校舍。學校於1998年停辦後，新校舍一直荒廢，其後屢屢傳出鬧鬼傳聞

## 校政管理
歷任校監
- 鄧灼華 先生[7]
- 鄧乃文 先生[8]

歷任校長
- ？至1979年：張世強 先生[8]
- 1979年至？：鄧耀祖 先生[8]

## 歷史

### 創校早期
達德學校於1931年2月由屏山鄧氏及村內熱心教育人士創立，以元朗屏山愈喬二公祠作為辦學場所，供予屏山各村子弟修讀，是新界首創學校之一。而愈喬二公祠正門的對聯「達期兼善，德修於身」，就是為了紀念達德學校而立。學校在日佔時期停課，1943年在達德公所復課，1944年遷回舊址直至1965年。1950年代初，達德學校曾佔用愈喬二公祠鄰近的五桂堂，以收容新增班別的學生。

### 遷校至停辦
1961年，學生人數達七百餘人，祠堂設備不敷應用，新校舍由屏山鄧氏出資動工興建。1965年，位於屏山南北路的新校舍落成，達德學校遷校。該校舍呈「U」字形，樓高兩層，禮堂設於中央，兩翼是課室，中間空地為籃球場，周邊長滿樹木。學校於1998年因收生不足而停辦，新校舍隨即荒廢至今，後來地政總署將達德學校的大閘鎖上，並且聘請保安員看守。
現時新校舍成為了探險勝地，以及常被借作電視劇或電影取景地點，劇組遺下的道具（例如鐵枝）甚至被謠傳為監獄傳聞。

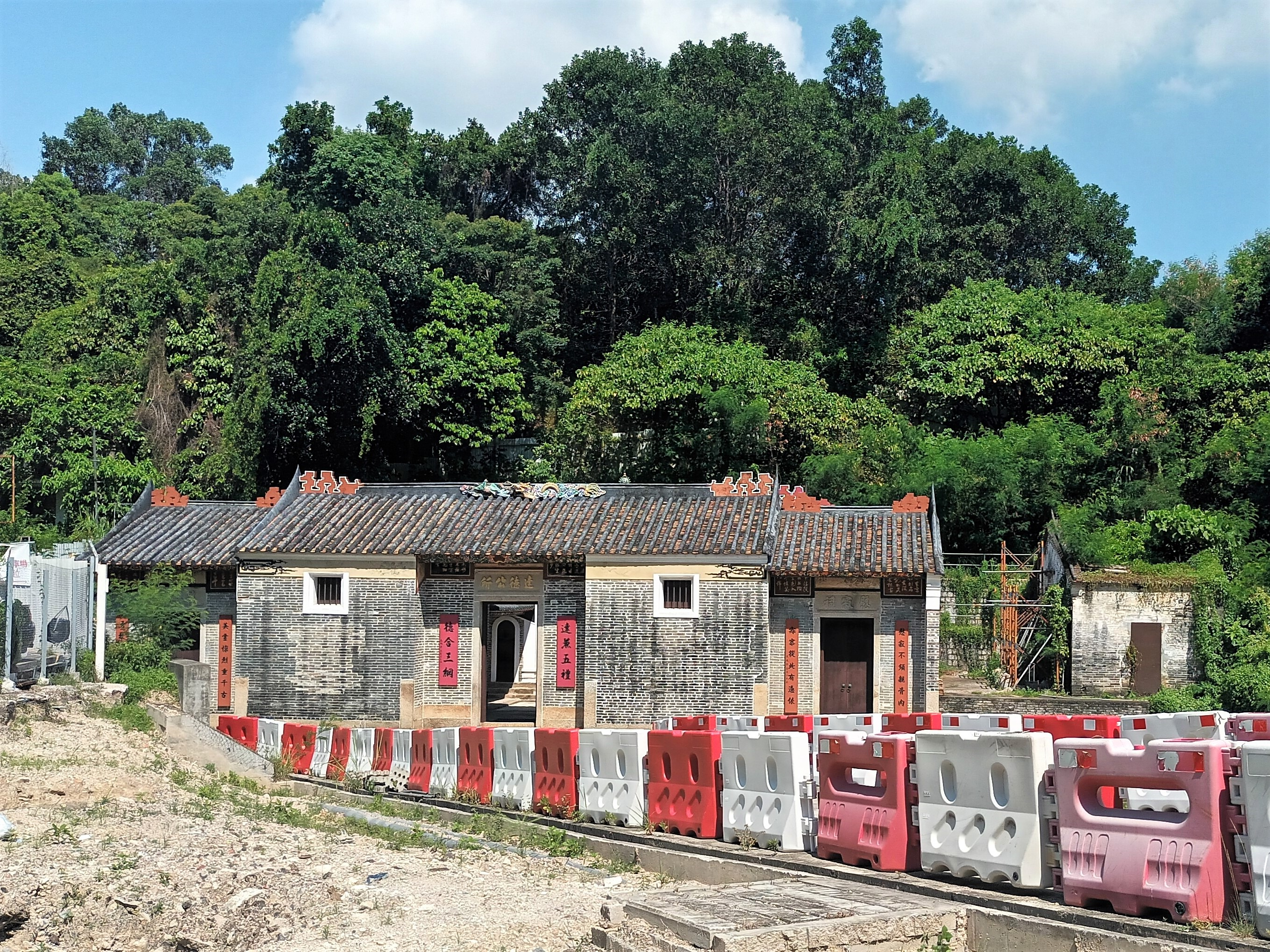
二戰時作復課場所約一年的達德公所

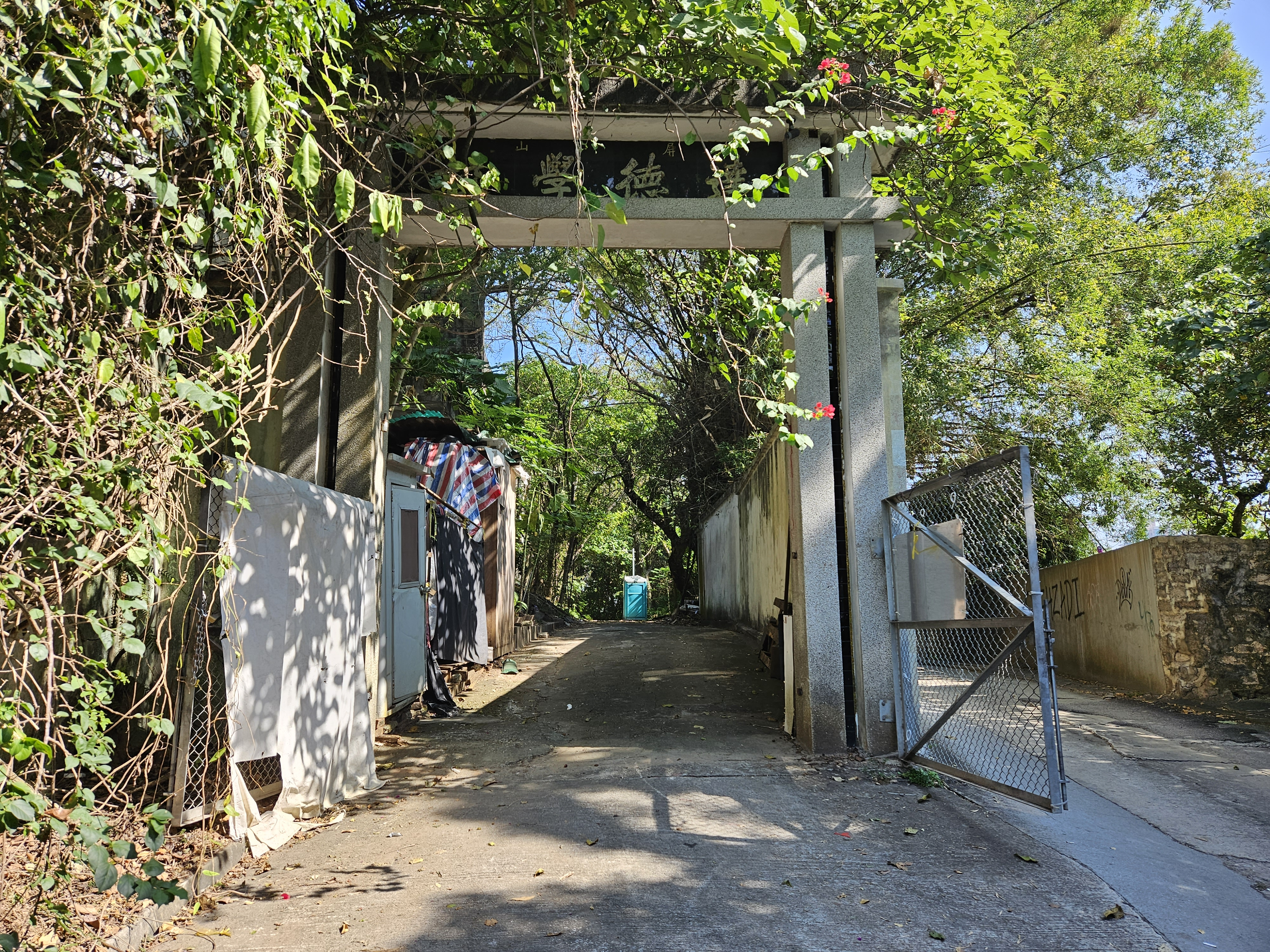
2023年的達德學校大閘

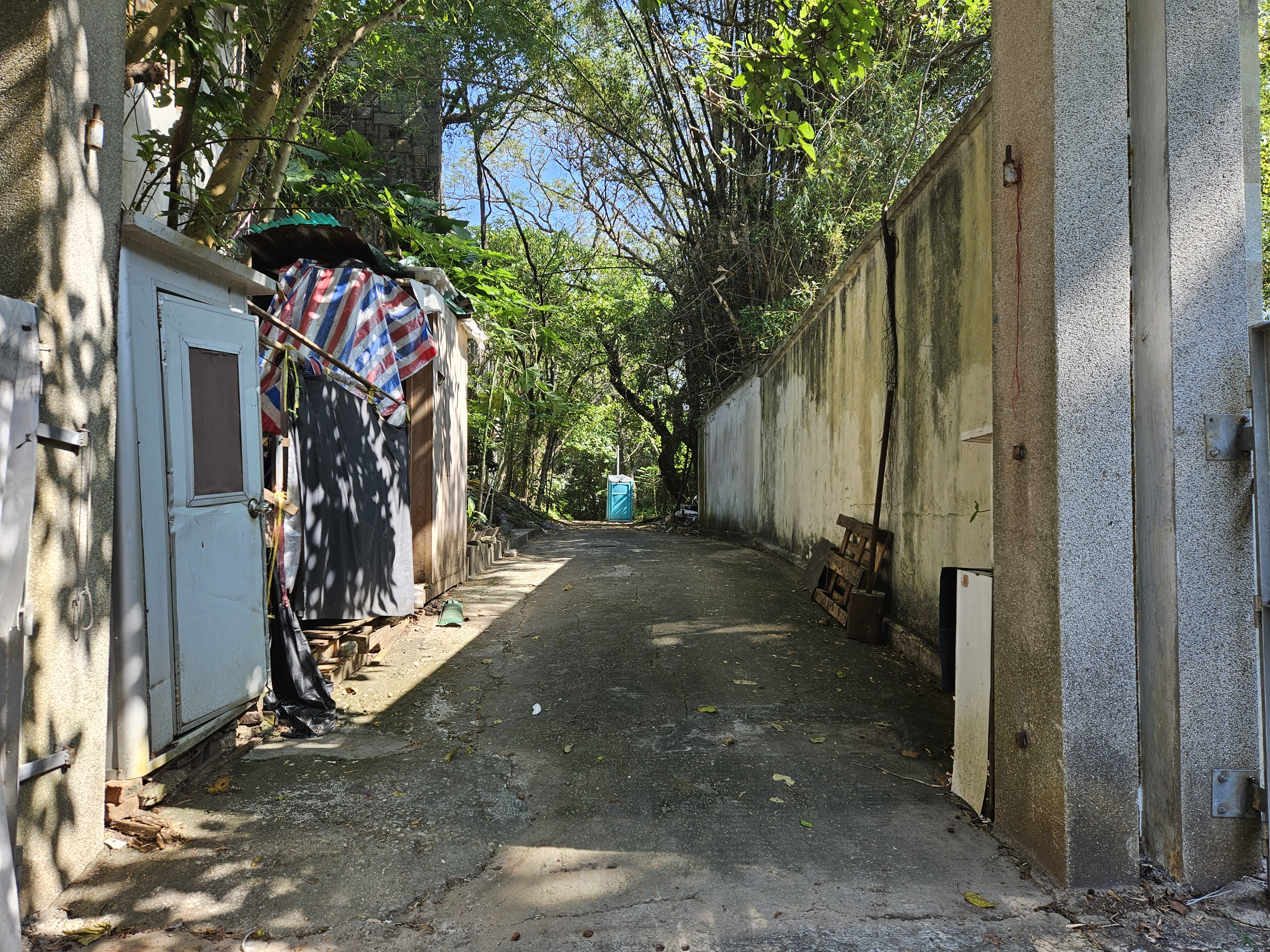
2023年的達德學校內貌

## 鬧鬼傳聞
新校舍自啟用到停辦之後，不斷傳出鬧鬼事件。可能源於1941年日本攻佔香港期間，大批抵抗日軍的屏山村民被殺害而致；另外一個說法是指於1899年英國正式接管新界時，遭新界原居民反抗，爆發新界六日戰。大批屏山村民為了抵抗英國軍隊而傷亡，屍骸被亂葬在該處山邊，成為亂葬崗，導致達德學校附近陰魂不散，頻頻鬧鬼。此外，有指達德學校其中一任校長（另外一個說法是指校長之妻）曾經在校內的女廁穿著紅衣自縊，自此廁格經常出現紅衣女鬼，為校內鬧鬼傳言最盛傳之地方。可是因為沒有警方報案記錄，當年報章也沒有報導記錄，所以故事是否只是以訛傳訛，無法證實。
2011年9月20日，12名少年一同在達德學校「探險」，其間因為有人聲稱「見鬼」或者聽到「異聲」後過於驚慌，3名少女相繼不適暈倒、情緒失控咬人及雙手自揑頸項，需要友人合力制止及請求警察到場幫助，事件被香港傳媒廣泛報道。而大學學者則表示，事件中聲稱「見鬼」的青少年不排除因為急性反應性精神錯亂而導致產生幻覺。
雖然達德學校於2013年被《國家地理頻道》選舉為亞洲十大恐怖地點之一，可惜片中也無法交代鬼故事的事實真相，而當地原居民亦沒有聽聞鬧鬼傳聞。

## 著名/傑出校友
- 鄧達智：著名時裝設計師[16]
- 林大輝：香港政治及商界人物（小一至小二）[註 1]
- 鄧乃文：已故新界鄉議局秘書長及當然委員、元朗七鄉主席、屏山鄉鄉事委員會主席、元朗民安促進總會主席[17]、達德學校校監及博愛醫院總理[18]

## 外部連結
- 電影服務統籌科 — 拍攝場地資料庫 — 前達德學校 — 含學校相片
- 廢墟中虛構鬼故與傳聞. 荒凝止息 （页面存档备份，存于） 香港獨立媒體 2015年8月28日
- 今晚鬼鬼哋 元朗達德 亞洲十大恐怖地點 （页面存档备份，存于） 東網 2017年10月21日